# Napoleone (nome)
Napoleone  è un nome proprio di persona italiano maschile.

## Varianti
- Ipocoristici: Napo[2]

### Varianti in altre lingue
- Catalano: Napoleó[6]
- Francese: Napoléon[2][3][5]
- Inglese: Napoleon[3][5]
- Portoghese: Napoleão
- Spagnolo: 	Napoleón[6]

## Origine e diffusione

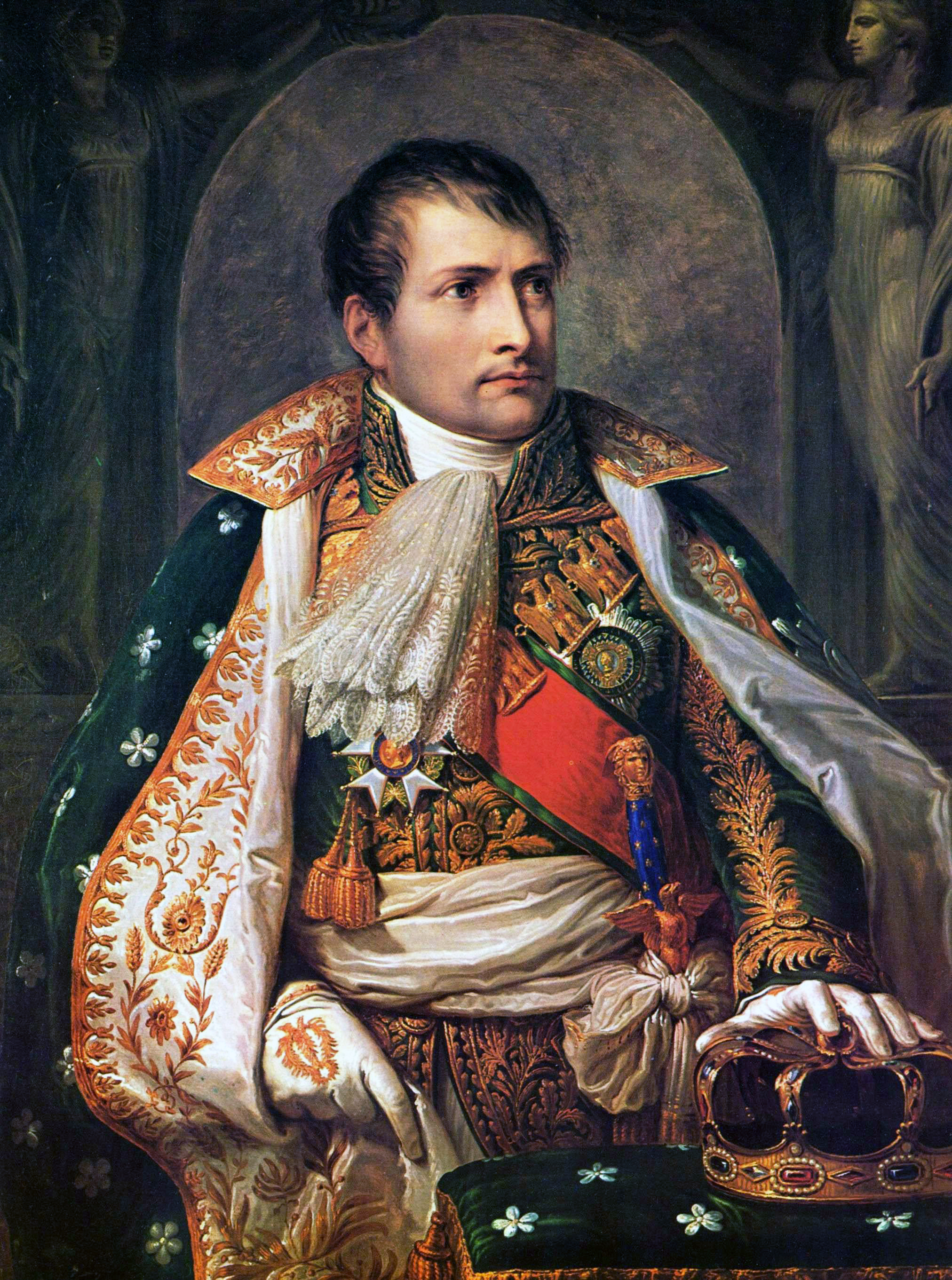
Napoleone Bonaparte

È un nome non comune, di tradizione storica e ideologica, la cui diffusione in epoca contemporanea è dovuta per la maggior parte alla fama di Napoleone Bonaparte: era nome tradizionale nella famiglia del condottiero, che era giunta in Corsica da Sarzana nel XVI secolo. In effetti il nome è attestato in Italia centrale già dal XII secolo con figure quali Napoleone della Torre e Napoleone di Voltaggio, sia nella forma attuale, a quel tempo comune in particolare a Siena, sia nelle varianti Nepoleone, Nepolone e, in Emilia-Romagna, Nevolone, Nevelone, Novollone; le forme in -leone si formarono probabilmente sotto l'influsso di nome di origine greca come Pantaleone e Timoleone.
Al di là di questo, l'esatta etimologia del nome è un mistero. Alcune fonti propongono origini germaniche, che altre definiscono invece improbabili; in tal senso, viene talvolta accostato al nome dei Nibelunghi (che vuol dire "figli della nebbia"). Oppure potrebbe derivare dal toponimo di Napoli, anche tramite il nome Neopolus, portato da due santi martiri, ma pure questo accostamento è bollato come paretimologico da altre fonti. Per etimologia popolare si sono sviluppate anche altre spiegazioni del tutto fantasiose, come quella che considera il nome una fusione di "Napoli" e "leone".
In Italia, negli anni 1970 si contavano circa 2900 occorrenze del nome, attestate su tutto il territorio nazionale ma con più frequenza al Nord.

## Onomastico
L'onomastico viene frequentemente festeggiato il 15 agosto di un "san Napoleone", martire: il soggetto in questione è in realtà san Neopolo, martire ad Alessandria sotto Diocleziano e venerato il 2 maggio, che per ossequio al Bonaparte si trovò cambiati il nome e la data (il 15 agosto era il compleanno del condottiero) già dall'Ottocento. 
Il nome, nella variante arcaica Nevolonus, è portato altresì dal beato Nevolone, eremita e pellegrino di Faenza morto nel 1280, venerato specialmente nel Ravennate il giorno 27 luglio.

## Persone

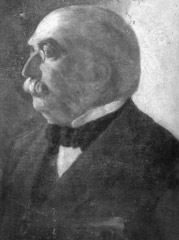
Napoleone Colajanni (nonno)

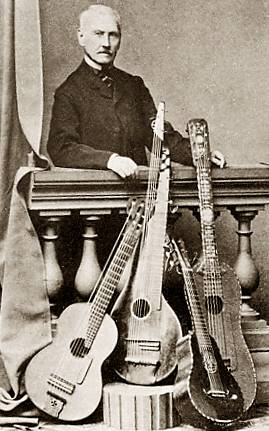
Napoléon Coste

- Napoleone Bonaparte, politico e generale francese
- Napoleone II di Francia, figlio di Napoleone Bonaparte
- Napoleone III di Francia, imperatore di Francia
- Napoleone Caix, filologo e critico letterario italiano
- Napoleone Colajanni, scrittore e politico italiano
- Napoleone Colajanni, politico italiano, nipote del precedente
- Napoleone della Torre, membro della famiglia Della Torre
- Napoleone Moriani, tenore italiano
- Napoleone Orsini, condottiero italiano
- Napoleone Orsini, cardinale italiano
- Napoleone Parisani, pittore italiano
- Napoleone Passerini, agronomo e botanico italiano

### Variante Napoleon
- Napoleon, rapper e attore statunitense
- Napoleon XIV, cantante, compositore e produttore discografico statunitense
- Napoleon Chagnon, antropologo statunitense
- Napoleon Harris, giocatore di football americano statunitense
- Napoleon Hill, scrittore e saggista statunitense
- Napoleon Murphy Brock, cantante, sassofonista e flautista statunitense
- Napoleon Sarony, fotografo canadese

### Variante Napoléon
- Napoléon Alexandre Berthier, nobile e politico francese
- Napoléon Coste, compositore e chitarrista francese
- Napoléon Daru, politico, militare e nobile francese
- Napoléon Louis de Méneval, militare francese
- Napoléon La Cécilia, militare francese
- Napoléon Henri Reber, compositore francese

## Il nome nelle arti
- Napoleone è un personaggio del romanzo di George Orwell La fattoria degli animali.
- Napoleone Di Carlo è un personaggio della serie a fumetti Napoleone.
- Napoleon Dynamite è un personaggio dell'omonimo film del 2004, diretto da Jared Hess.
- Napoleon Solo è il protagonista della serie TV americana degli anni sessanta Organizzazione U.N.C.L.E..